# Mongoloraphidia gulnara
Mongoloraphidia gulnara är en halssländeart som beskrevs av H. Aspöck et al. 1998. Mongoloraphidia gulnara ingår i släktet Mongoloraphidia och familjen ormhalssländor. Inga underarter finns listade i Catalogue of Life.